# حالوش البطاطا
حالوش البطاطا أو المالوش العادي أو الحالوش أو كلب البحر أو الحرّاثة حشرة تصيب الجذور وتتواجد في عموم أوروبا (باستثناء النرويج وفنلندا) وأيضاً في بلاد الشام. أدخلت أيضاً إلى شرق الولايات المتحدة الأمريكية من خلال المهاجرين الأوروبيين.

## وصف الحشرة
حالوش البطاطا نوع ينتمي لجنس الحالوش.
طول الذكر منها 92 مم تقريباً وطول الأنثى 47 مم تقريباً.
جسم الحشرة مغطى بأوبار مخملية بنية الأرجل الأمامية متحورة للحفر.

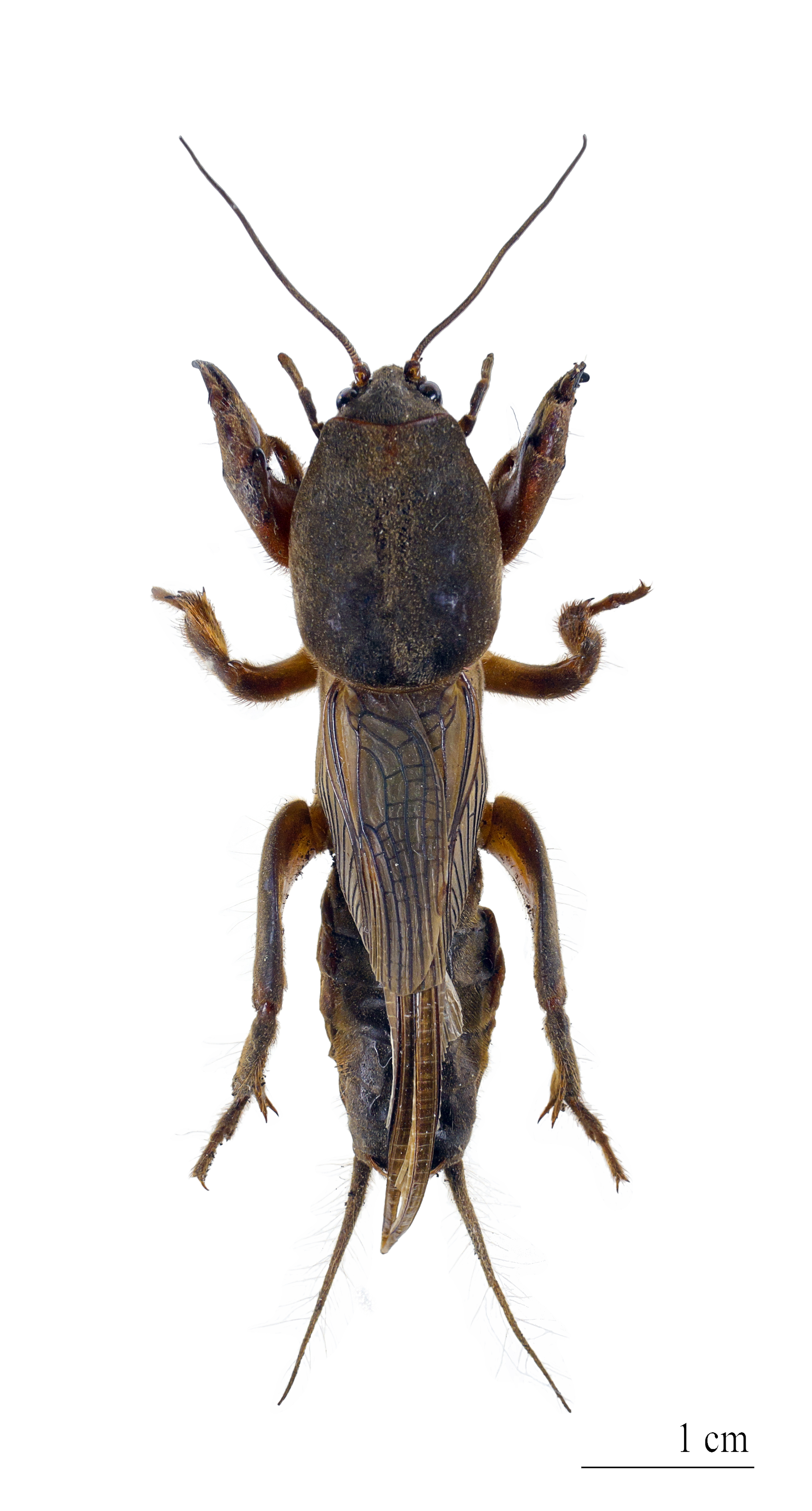
حالوش البطاطا

## الأضرار
تقرض هذه الحشرة جذور النباتات وسوقها تحت سطح التربة مسببة الذبول واصفرار النبتة وجفافها. تدخل في بعض الأحيان إلى داخل جذر النبات وتستقر فيه. وقد وُجد الحالوش داخل جذر شجيرة فل.
تضع الأنثى بيوضها في جحور تحت التربة.

## المكافحة
تكافح باستعمال الطعوم السامة وفوسفيك الزنك.